# Viva (Rockband)
Viva war eine deutsche Hardrock-Band aus Hannover.

## Geschichte
Gegründet wurde die Band von Barbara Schenker (Keyboard), der Schwester von Rudolf Schenker von den Scorpions und Michael Schenker (Scorpions, UFO, MSG), Frank Algermission (Gesang), Kai Reuter (Gitarre), Ralph Murthy (Gitarre), Andreas Kawaldt (Bass) und Shaban Yavuz (Schlagzeug).
1980 erschien ihr erstes Album Born to Rock.
Für das zweite Album What the Hell Is Going on (1981) kam der Schweizer Marco Paganini als Sänger, Martin Pietschak als Schlagzeuger und Andy Fach übernahm die Gitarre von Kai Reuter. 1982 folgte das dritte Album Dealers of the Night. Murthy, Paganini und Schenker verließen die Band und mit Chris Towe (Gesang) und Michael Lauer (Keyboard) erschien 1984 das Album Apocalypse.
1986 löste sich die Band auf.
1996 startete Andy Fach mit Eddy Peterson (Gesang), Ex-Velvet Viper Lars Ratz (Bass), R.R. Oddly (Schlagzeug) und Ronald Hensel (Keyboard) ein Comeback mit dem Werk Cream Cake Box.
Reuter verließ 1984 die Band und spielte in der Band Jane Gitarre. Im Jahr 2000 wechselte er wiederum zu Jutta Weinhold. Schenker spielte kurzzeitig bei Rosy Vista und startete 2007 mit Marc Paganini (Gesang), der in der Zwischenzeit mit Ralph Murthy die Band Paganini gegründet hatte, den Gitarristen Pete Southern und Leon Lawson, Ricko Walsh (Schlagzeug) und Gui Ghost (Bass) einen neuen Viva-Anlauf.
Am 13. April 2023 verstarb Barbara Schenker im Alter von 56 Jahren.

## Diskografie
Alben
- 1980: Born to Rock
- 1981: What the Hell Is Going on
- 1982: Dealers of the Night
- 1984: Apocalypse
- 1996: Cream Cake Box